# Мактавиш, Крэйг
Крэйг (Макти) Макта́виш (англ. Craig "MacT" MacTavish; род. 15 августа 1958, Лондон, Онтарио) — канадский хоккеист и тренер Национальной хоккейной лиги. В настоящее время — ассистент главного тренера «Сент-Луис Блюз».
Известен как последний игрок НХЛ, игравший без шлема (Мактавиш заключил свой первый профессиональный контракт до того, как шлем стал обязательным для игроков НХЛ, поэтому согласно правилам ему разрешалось играть с непокрытой головой).
Дебютировал в НХЛ в 1979 году и провёл 19 сезонов за клубы «Бостон Брюинз», «Эдмонтон Ойлерз», «Нью-Йорк Рейнджерс», «Филадельфия Флайерз», «Сент-Луис Блюз». Он также запомнился как игрок, который выиграл последнее вбрасывание за «Нью-Йорк Рейнджерс» в седьмой игре Финала Кубка Стэнли 1994 года против «Ванкувер Кэнакс» за 2 секунды до конца, тем самым помог «Рейнджерс» выиграть их первый Кубок Стэнли за 54 года. Всего сыграл 1093 матча в НХЛ и набрал 480 очков (213+267). В плей-офф сыграл 193 матча и набрал 58 очков (20+38).
На протяжении 9 лет (2000—2009) был главным тренером «Эдмонтона». В сезоне 2005/06 «Ойлерз» дошли до финала Кубка Стэнли, где уступили «Каролине». Он также работал в качестве помощника тренера «Нью-Йорк Рейнджерс». В сезоне 2011/12 — главный тренер команды АХЛ «Чикаго Вулвз». Весной 2013 года назначен на пост генерального менеджера «Эдмонтон Ойлерз».
16 мая 2019 года был назначен на пост главного тренера ярославского «Локомотива».
24 сентября 2019 года был отправлен в отставку руководством клуба «Локомотив» по причине неудовлетворительного старта сезона. Клуб под его руководством провел 8 матчей и потерпел 5 поражений.

## Достижения
Обладатель Кубка Стэнли 1987. 1988. 1990. 1994/